# Bomolocha acclinalis
Bomolocha acclinalis là một loài bướm đêm trong họ Noctuidae.